# Yoshizaki Shuichiro
Shuichiro Yoshizaki (sinh ngày 7 tháng 9 năm 1980) là một cầu thủ bóng đá người Nhật Bản.

## Sự nghiệp câu lạc bộ
Shuichiro Yoshizaki đã từng chơi cho Omiya Ardija.